# کریسی وندل-پل
کریسی وندل-پل (انگلیسی: Krissy Wendell-Pohl؛ زادهٔ ۱۲ سپتامبر ۱۹۸۱) بازیکن هاکی روی یخ اهل ایالات متحده آمریکا است.